# 弗拉舍 (北达科他州)
弗拉舍（英語：Flasher），是美国北达科他州下属的一座城市。根据2010年美国人口普查，该市有人口232人。2011年估计该市有人口235人，相对于2010年，增长率为1.29%。